# Стивен Греј
Стивен Греј (енгл. Steven Gray; Порт Хадлок-Ајрондејл, 8. април 1989) амерички је кошаркаш. Игра на позицији бека.

## Каријера
Похађао је универзитет Гонзага од 2007. до 2011. године, где је наступао за Гонзага булдогсе. Европску каријеру започео је у Вентспилсу, потом је био члан Роана, краткотрајно либанског Тадамона, Гравлена, Дижона, Лаврија, Задра, Перистерија. Играо је на Ол-стар утакмицама у Француској, Грчкој и Летонији. У неколико наврата је покушао да се домогне НБА лиге, играјући летњу лигу за Вашингтон, Кливленд и Бруклин, али му то није пошло за руком.
Док је играо за Дижон био је најбољи стрелац првенства Француске у сезони 2014/15, са 16,8 поена просечно по утакмици. Играјући за Перистери током сезоне 2020/21. у ФИБА Лиги шампиона, просечно је бележио 21,4 поен по мечу и био је проглашен за најкориснијег кошаркаша овог такмичења за месец октобар. У овом месецу је Ритасу убацио 39 поена и имао индекс корисности 47, што је рекорд овог такмичења. У јануару 2021. је напустио Перистери и прешао у Игокеу, са којом је потписао уговор до краја 2020/21. сезоне.

## Успеси

### Клупски
- Игокеа:
  - Куп Босне и Херцеговине (1): 2021.